# Огурцы в горчичной заливке

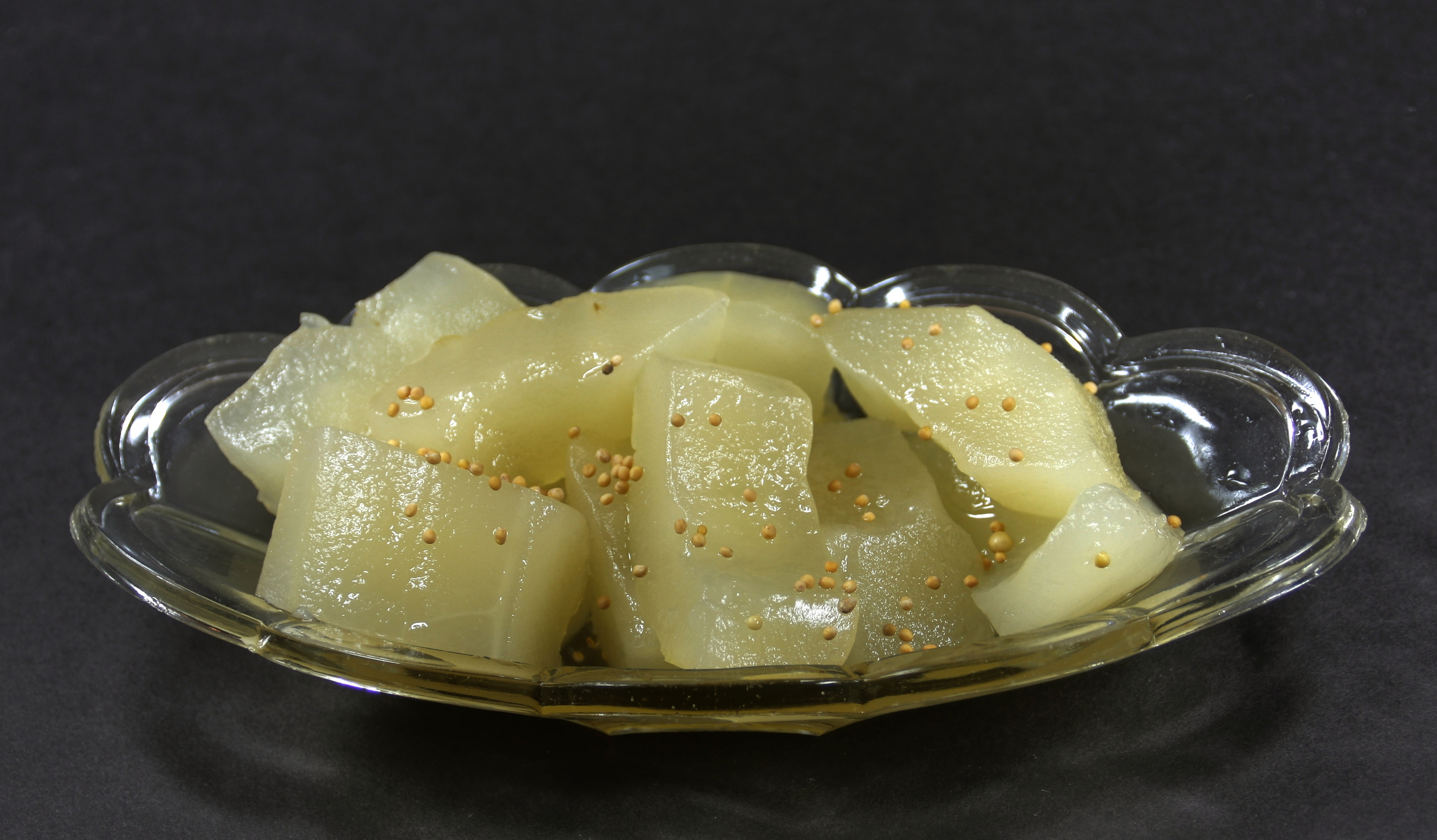
Стерилизованные огурцы в горчичной заливке

Огурцы в горчичной заливке (зе́нфгуркен, нем. Senfgurken — букв. «горчичные огурцы», дат. asie) — популярный в Германии и Дании рецепт маринованных с горчицей и консервированных огурцов.
Для приготовления огурцов в горчичной заливке подходят крупные зрелые огурцы, которые сначала очищают от кожуры и зёрен. Порезанную прямоугольными кусочками огуречную мякоть помещают в маринад из уксуса с зёрнами белой горчицы, сахаром и солью, а также другими пряностями в зависимости от рецепта: репчатым луком, хреном, лавровым листом и укропом. Спустя несколько часов, когда огурцы пустят сок, огурцы стерилизуют. До изобретения метода стерилизации «горчичные огурцы» отваривали в маринаде и раскладывали в керамические горшки под гнётом, чтобы исключить доступ воздуха.